# Paolo Barbi

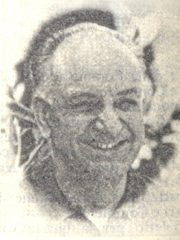
Paolo Barbi

Paolo Barbi (* 23. August 1919 in Triest; † 10. Juni 2011 in Neapel) war ein italienischer Politiker (DC).

## Leben
Paolo Barbi, geboren 1919 in Triest, war nach seinem Philosophiestudium an der Katholischen Universität Mailand Professor an der Militärschule Nunziatella in Neapel.
Er gehörte von 1951 bis 1969 dem Parteivorstand der Democrazia Cristiana an und war von 1958 bis 1976 Abgeordneter in der Camera dei deputati. Von 1969 bis 1973 war er in der Regierungen Mariano Rumor und Giulio Andreotti Staatssekretär (Sottosegretario) für Haushaltsfragen und Wirtschaftsplanung. Von 1976 bis 1979 war er Mitglied des italienischen Senates.
Von der ersten Direktwahl 1979 bis 1984 war Barbi Abgeordneter im Europaparlament. Dort führte er 1982 bis 1984 die Fraktion der EVP. 1986 wurde er mit der Robert-Schuman-Preis ausgezeichnet.

## Auszeichnungen
- 1986: Robert-Schuman-Preis